# GSC1852-1210
GSC1852-1210 — хімічно пекулярна зоря спектрального класу A2, що має видиму зоряну величину в смузі V приблизно 11,2.